# 安大略 (伊利諾伊州)
安大略（英語：Ontario）是位於美國伊利諾伊州諾克斯縣的一個非建制地區。該地的面積和人口皆未知。

## 地理
安大略的座標為41°04′43″N 90°18′27″W / 41.07861°N 90.30750°W，而該地的平均海拔高度為246米（即807英尺）。